# Mikulovice (ort i Tjeckien, Pardubice)
Mikulovice är en ort i Tjeckien.   Den ligger i regionen Pardubice, i den centrala delen av landet, 100 km öster om huvudstaden Prag. Mikulovice ligger 253 meter över havet och antalet invånare är 846.
Terrängen runt Mikulovice är platt, och sluttar norrut.Runt Mikulovice är det ganska tätbefolkat, med 166 invånare per kvadratkilometer. Närmaste större samhälle är Pardubice, 5,7 km norr om Mikulovice. Trakten runt Mikulovice består till största delen av jordbruksmark.